# جورج شابمان (لاعب كرة قدم)
جورج شابمان (بالإنجليزية: George Chapman)‏ (23 أكتوبر 1886 في المملكة المتحدة - ) هو لاعب كرة قدم بريطاني (وحمل سابقاً جنسية المملكة المتحدة لبريطانيا العظمى وأيرلندا) في مركز الدفاع. لعب مع بلاكبيرن روفرز وريث روفرز ونادي رينجرز وهارت أوف ميدلوثيان وأكرينجتون ستانلي ‏.